# Rietblazer
Een rietblazer bespeelt een muziekinstrument met een riet als mondstuk. 
Men onderscheidt enkelrietinstrumenten waarbij een enkel rietblad op een mondstuk is gebonden, en dubbelrietinstrumenten, waarbij twee rietbladen samengebonden op een buisje zijn gebonden. Het geluid ontstaat door het in trilling brengen van een enkel of dubbel riet. De beheersing van dit blazen heet embouchure.
Het in trilling brengen van het riet gebeurt door lucht te persen tussen het mondstuk en het riet (bij een enkelrietinstrument) of tussen de twee rietbladen (bij een dubbelrietinstrument). Deze trilling wordt in de buis van het instrument in luchttrilingen omgezet. Door kleppen of gaten met de vingers af te dichten wordt de toonhoogte bepaald. De manier van blazen op het riet geeft het instrument, samen met de vorm van de buis, een typische klankkleur. 
Voorbeelden van instrumenten met rieten mondstuk:
- doedelzak
- fagot
- hobo
- klarinet
- piri
- saxofoon
- schalmei
- doedoek

De rietblazers zijn een onderverdeling van de houtblazers.

## Het riet
Het riet, dat een natuurproduct is, heeft een bepaalde sterkte (of stijfheid), hoewel het vaak dikte wordt genoemd door muzikanten. Een sterker of zwaarder riet kost meer kracht om aan te blazen, wat vooral voor beginnende muzikanten lastig is. Voor een gevorderde muzikant is een lichter of minder sterk riet, minder constant in het geluid. 
Er bestaan ook kunststof rieten.
De sterkte van het riet wordt met een nummer aangegeven, als 2, 2½, 3, 3½, etc.